# George Padmore
George Padmore (Arouca (Trinitat i Tobago), 1902 - Londres, 23 de setembre de 1959), nascut amb el nom de Malcolm Ivan Meredith Nurse, fou un trinitarià que esdevingué líder del panafricanisme.

## Biografia
Va néixer a la ciutat d'Arouca, a Trinitat i Tobago. Treballà com periodista a les Índies Occidentals. El 1924 va anar a Tennessee, on va estudiar medicina a la Universitat Fisk. Posteriorment va anar a la Universitat de Nova York, però de seguida fou transferit a la Universitat de Howard. Durant aquest temps, va esdevenir un membre actiu del Partit dels Treballadors dels Estats Units (Comunista) i es canvià el nom pel de George Padmore.
Padmore fou un líder estudiantil afroamericà important, i es va involucrar a la III Internacional, del moviment comunista. A finals del 1929 va abandonar els Estats Units i va anar a la Unió Soviètica, on va encapçalar el Negro Bureau of the Comunist International of Labour Unions (Oficina negre de la Internacional comunista) i fou secretari de la International Trade Union Commitee of Negro Workers (Comitè dels treballadors negres de la internacional).
El 1934, Padmore renuncià als seus càrrecs i va anar a Londres, a on va col·laborar amb C.L.R. James i altres intel·lectuals africans i caribenys. També va organitzar el International African Services Bureau (Oficina de Serveis Internacional Africana) en resposta a la invasió italiana d'Etiòpia, de la que va ser director, i James editor. En la seva capacitat com a líder de l'IASB, Padmore va ajudar a organitzar, el 1945, la Conferència de Manchester, a la que hi van assistir persones com Kwame Nkrumah, Jomo Kenyatta, William Edward Burghardt Du Bois i Jaja Wachuku. Aquesta conferència va treballar per a l'agenda de la descolonització del període post-segona guerra mundial.

## Publicacions
- The Life and Struggles of Negro Toilers (1931)
- How Britain Rules Africa (1936)
- Africa and World Peace (1937)
- The White Man's Duty: An analysis of the colonial question in the light of the Atlantic Charter (with Nancy Cunard) (1942)
- The Voice of Coloured Labour (Speeches and reports of Colonial delegates to the World Trade Union Conference, 1945) (editor) (1945)
- How Russia Transformed her Colonial Empire: a challenge to the imperialist powers (with Dorothy Pizer) (1946)
- "History of the Pan-African Congress (Colonial and coloured unity: a programme of action)" (editor) (1947) reprinted in The 1945 Manchester Pan-African Congress revisited by Hakim Adi and Marika Sherwood (1995)
- Africa: Britain's Third Empire(1949)
- The Gold Coast Revolution: the struggle of an African people from slavery to freedom  (1953)
- Pan-Africanism or Communism? The Coming Struggle for Africa (1956)